# Palilula (Belgrade)
Pour les articles homonymes, voir Palilula.
Palilula (en serbe cyrillique : Палилула) est une municipalité de Serbie située dans la ville de Belgrade. Elle est une des 10 municipalités qui composent la ville de Belgrade intra muros. Au recensement de 2011, elle comptait 173 521 habitants.
L'actuel quartier de Palilula remonte à la première moitié du XVIIIe siècle, quand les Habsbourgs occupèrent le nord de la Serbie entre 1717 et 1719. Construite comme un faubourg extérieur de Belgrade, Palilula porta d’abord le nom de Karlstadt et était réputée pour les produits de son agriculture et de son artisanat. À la fin du XIXe siècle, Palilula forma un ensemble urbain continu avec la ville de Belgrade. Aujourd’hui, le quartier de Palilula est résidentiel et commerçant.

## Emplacement et géographie

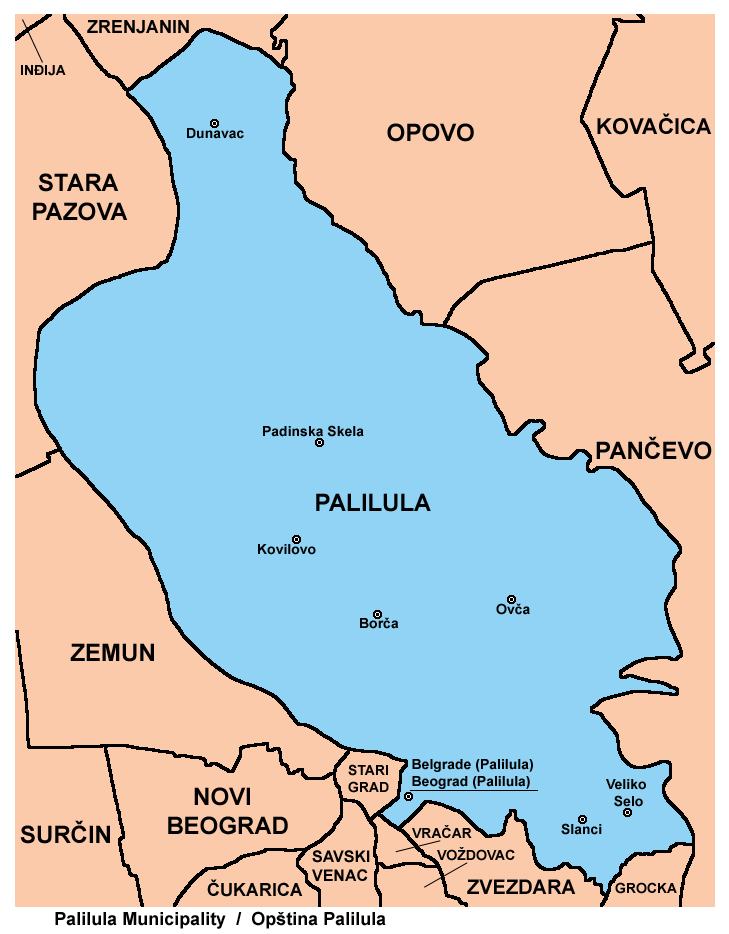
Carte de la municipalité de Palilula

Le nom de « Palilula » renvoie d'abord à un quartier de Belgrade, situé au centre-ville, à l'est de Terazije. Comme la plupart des quartiers de la capitale serbe, il ne dispose pas de contours strictement établis ; grosso modo, il est délimité par la rue Ruzveltova et par la municipalité et le quartier de Zvezdara (à l'est), par le quartier de Hadžipopovac, situé dans la municipalité de Palilula (au nord), par le quartier et la municipalité de Stari grad et le quartier de Jevremovac (au nord-ouest), par le quartier de Tašmajdan et le boulevard du Roi Alexandre, à la limite de la municipalité de Vračar (au sud). Plusieurs petites communautés locales forment ce quartier qui, dans son ensemble, comptait 14 896 habitants en 2002.
Le quartier de Palilula a donné son nom à l'une des 10 municipalités urbaines de la ville de Belgrade intra muros. La municipalité de Palilula est la plus septentrionale de toutes les municipalités de la ville de Belgrade (le « Grand Belgrade ») et la plus orientale des municipalités urbaines de la capitale.
La municipalité s'étend de part et d'autre du Danube ; de ce fait, elle est située dans deux régions géographiques : la Šumadija (ou, en français, Choumadie), sur la rive droite du Danube, et le Banat, sur la rive gauche du fleuve.
La partie de la municipalité située dans la Šumadija est bordée par les municipalités de Stari grad (à l'ouest), de Vračar et de Zvezdara (au sud) et de Grocka (à l'extrême sud-est). Le Danube la sépare de la province de Voïvodine (municipalité de Pančevo). La partie située dans le Banat ne possède aucune frontière terrestre avec les autres municipalités de Belgrade. En revanche, par le fleuve, elle est limitrophe des municipalités de Zemun et de Stari grad. Le Danube la sépare également du reste de la région de Syrmie, en Voïvodine (municipalité de Stara Pazova), tandis que la rivière du Tamiš la sépare des municipalités de Pančevo et d'Opovo (également en Voïvodine). À l'extrême nord, Palilula a une limite commune avec la municipalité de Zrenjanin (village de Čenta).

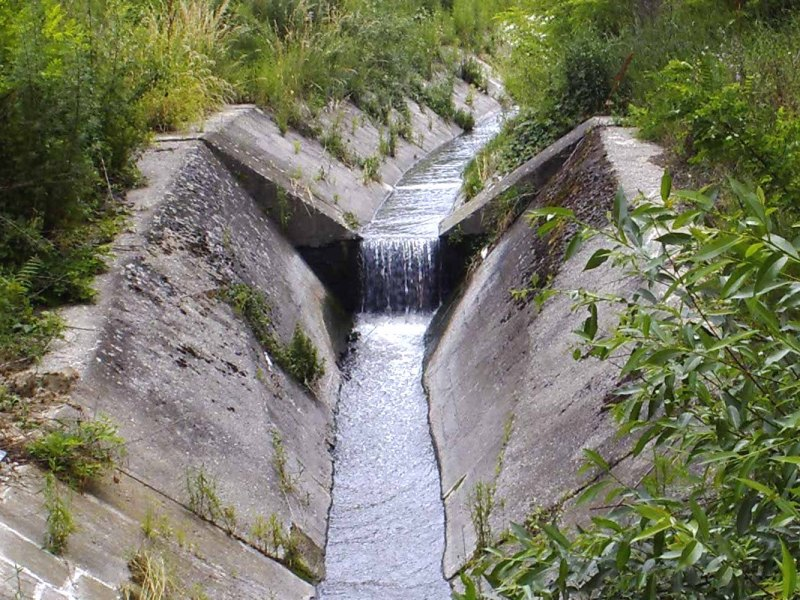
Le Mirijevski potok canalisé

La partie de Palilula située dans la Šumadija constitue la pointe la plus septentrionale de cette région, avec le promontoire de Karaburma qui s'avance dans le Danube. Outre Karaburma, on y trouve aussi la colline de Milićevo brdo, ainsi que la péninsule d'Ada Huja, qui était autrefois une île. La station thermale de Višnjička Banja est également située dans ce secteur. La partie de Palilula située dans le Banat se trouve à l'extrême sud de cette région, dans une sous-région connue sous le nom de Pančevački rit, une plaine marécageuse qui couvre une superficie de 400 km2. Située entre le Danube et le Tamiš, elle a été drainée à partir de 1945 mais elle conserve encore quelques caractéristiques d'une zone marécageuse, notamment des ruisseaux au cours lent et méandreux, propices aux inondations, comme le Vizelj, le Mokri Sebeš, le Jojkićev Dunavac et le Dunavac, ainsi que quelques marais comme ceux de Sebeš, du Veliko blato et de la Široka bara. L'île de Kožara est située sur le Danube. Le secteur situé à proximité du Danube est densément boisé. La station thermale d'Ovčanska Banja est également située dans cette partie de la municipalité.

## Histoire
Sur le territoire de l'actuelle municipalité de Palilula, des archéologues du musée de la ville de Belgrade ont mis au jour des nécropoles, des objets et des vestiges remontant au chalcolithique, à l'âge du bronze et l'âge du fer ; le lieu de ces découvertes, appelé « Karaburma préhistorique », qui confirme l'occupation ancienne du territoire de la capitale serbe, est aujourd'hui inscrit sur la liste des sites archéologiques protégés de la république de Serbie et sur celle des biens culturels de la Ville de Belgrade. Plus tard, la période romaine y a laissé des traces, à l'époque où Belgrade s'appelait Singidunum. Deux sites classés se trouvent dans la municipalité, sur le territoire de la localité de Višnjica. Le site archéologique de Ramadan, où ont été retrouvées de nombreuses pièces de monnaie, témoigne de la vie matérielle dans cette partie du limes romain entre les IIe siècle et IVe siècle. Le site du castrum « Ad Octavum », dont le nom rappelle qu'il était situé « à huit milles » de Singidunum, remonte à la période byzantine ; sur le site ont été mis au jour d'anciennes nécropoles et, surtout, des restes de fortifications construites au VIe siècle, sur l'ordre de l'empereur Justinien, pour renforcer l'ancien limes contre les Barbares.

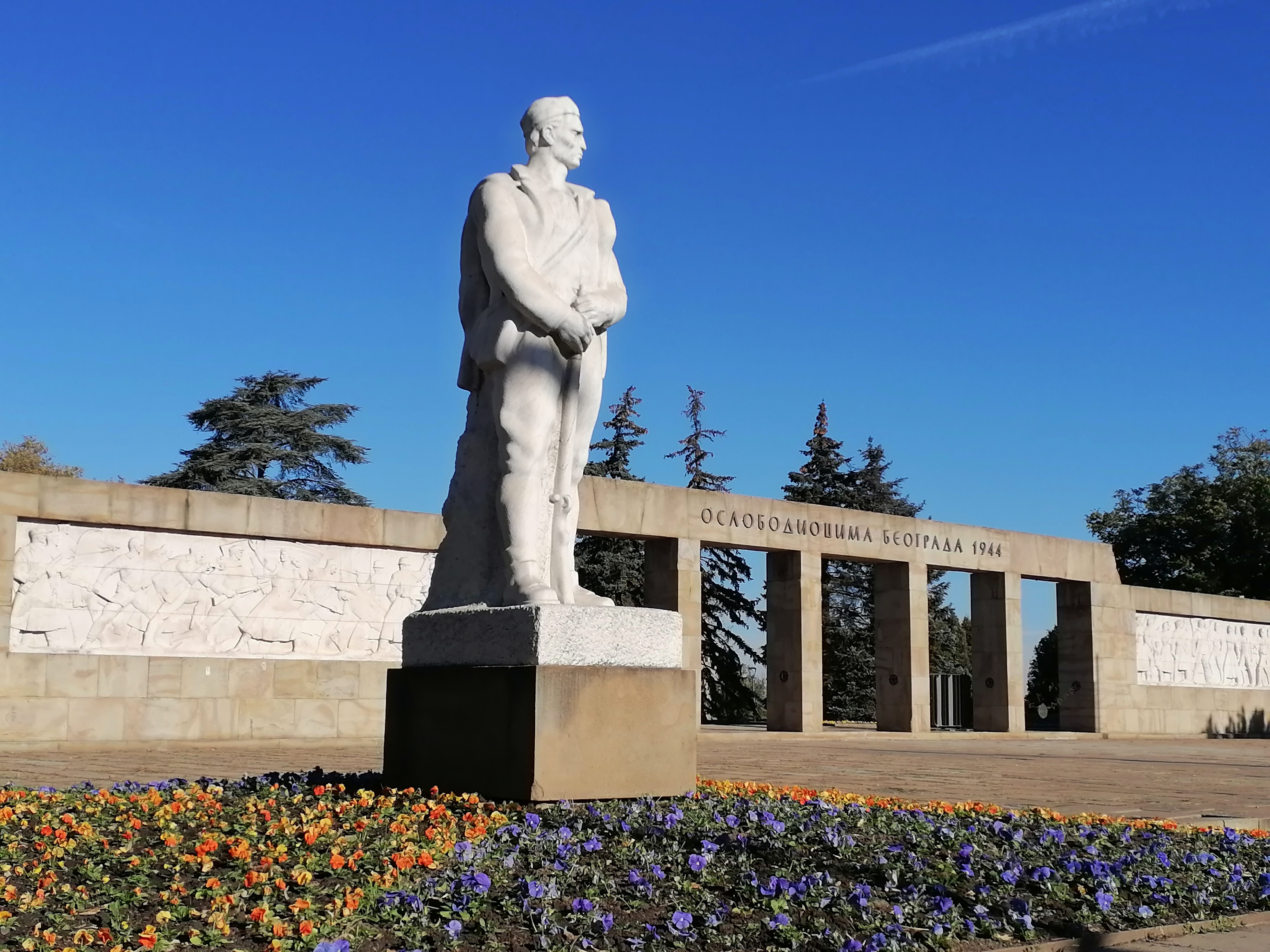
Le mémorial des libérateurs de Belgrade

Les ruines du monastère de Slanci, qui remontent au moins au XVe siècle attestent de la vie locale à la fin de État serbe médiéval ; le monastère, dont les vestiges sont aujourd'hui classés, est historiquement mentionné pour la première fois dans des sources ottomanes datant de 1560. La période ottomane de la Serbie, après un premier soulèvement (1804-1813) et un second soulèvement (1815) contre les Turcs, se clôt partiellement en 1830 avec la reconnaissance par la Sublime Porte de l'autonomie de la principauté de Serbie au sein de l'Empire ; le site de la lecture de l'édit de 1830, situé dans l'actuel parc de Tašmajdan, est inscrit sur la liste des sites mémoriels protégés de la république de Serbie,.
Le cimetière des libérateurs de Belgrade a été inauguré le 20 octobre 1954 ; il abrite notamment les tombes de 1 321 Partisans yougoslaves et de 721 soldats de l'Armée rouge ; un relief du sculpteur Rade Stanković et une sculpture intitulée Le Soldat de l'Armée rouge, par Antun Augustinčić ; devant le mémorial se trouve également une sculpture créée par Rade Stanković représentant un Partisan tenant un fusil.
La municipalité de Palilula a été créée en 1956. Le 3 janvier 1957, elle a intégré l'ancienne municipalité de Karaburma, puis, en 1965, celle de Krnjača (avec la totalité du Pančevački rit).

## Subdivisions administratives
La municipalité de Palilula est une des 10 municipalités urbaines de la ville de Belgrade. Elle intègre également des localités et des villes qui sont à l'extérieur de la ville de Belgrade intra muros.

### Quartiers de Belgrade

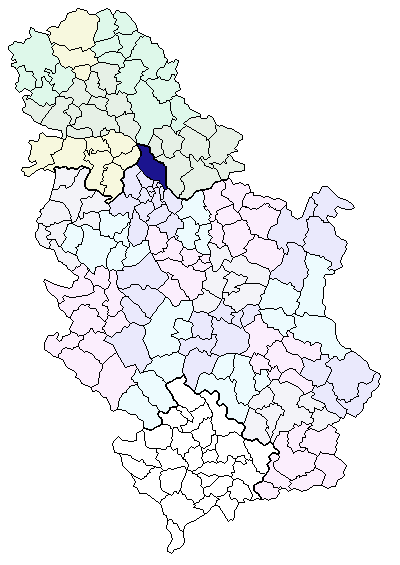
Localisation de la municipalité de Palilula en Serbie
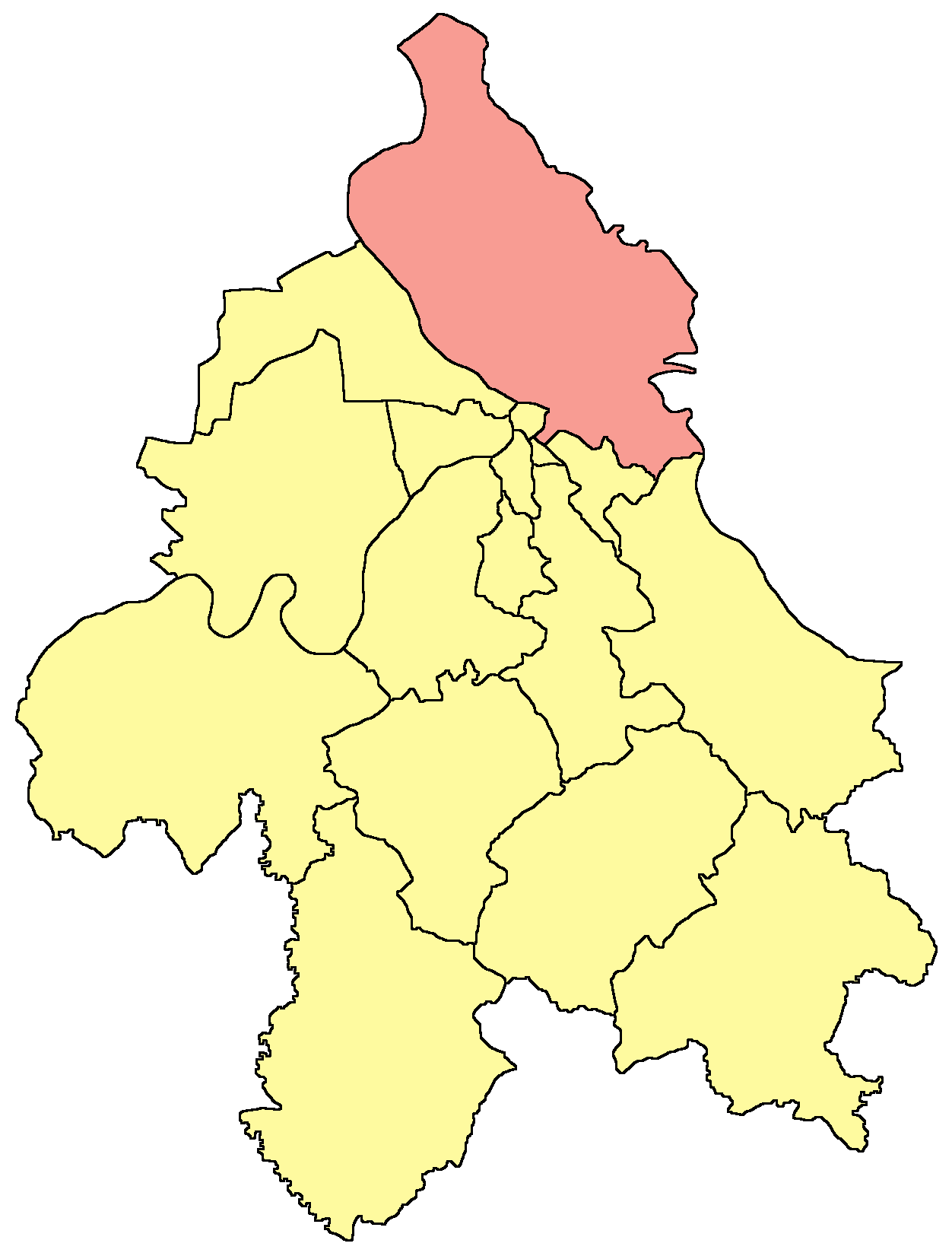
Localisation de la municipalité de Palilula dans la ville de Belgrade

Les quartiers suivants de la partie urbaine de la municipalité de Palilula sont situés sur la rive droite du Danube :
| - Ada Huja - Bogoslovija - Ćalije - Deponija | - Dunav City - Hadžipopovac - Karaburma - Karaburma II | - Karaburma-Dunav - Lešće - Nova Karaburma - Palilula | - Profesorska Kolonija - Rospi Ćuprija - Stara Karaburma - Tašmajdan | - Viline Vode - Vilingrad - Višnjica - Višnjička Banja |

Les quartiers suivants de la partie urbaine de Palilula sont situés sur la rive gauche du Danube :
| - Blok Braća Marić - Blok Branko Momirov - Blok Grga Andrijanović - Blok Sava Kovačević | - Blok Sutjeska - Blok Zaga Malivuk - Čaplja - Dunavski Venac | - Kotež - Kožara - Krnjača - Mika Alas | - Partizanski Blok - Reva |

### Faubourgs de Belgrade
La localité de Palilula comprend les 7 localités suivantes :
| - Borča - Veliko Selo - Dunavac - Kovilovo | - Ovča - Padinska Skela - Slanci |

Borča et Ovča sont officiellement classées parmi les « localités urbaines » (en serbe : градско насеље et gradsko naselje) ; toutes les autres localités sont considérées comme des « villages » (село/selo). La localité de Besni Fok est rattachée à Dunavac.

## Démographie

### Évolution historique de la population
| 1961   | 1971    | 1981    | 1991    | 2002    | 2011    |
| ------ | ------- | ------- | ------- | ------- | ------- |
| 89 141 | 126 380 | 150 484 | 150 208 | 155 902 | 173 521 |

|  |

### Données de 2002
Pyramide des âges (2002)
Répartition de la population par nationalités (2002)
En 2002, les Serbes représentaient 86,96 % de la population de la municipalité et les Roms 2,50 %.

### Données de 2011
Pyramide des âges (2011)
En 2011, l'âge moyen de la population dans la municipalité était de 40,7 ans, 39 ans pour les hommes et 42,2 ans pour les femmes.
Répartition de la population par nationalités (2011)
Par rapport à 2002, le recensement de 2011 se caractérise par une augmentation de la proportion de Serbes (87,6 % contre 86,9 % en 2002) et de Roms (3,2 % contre 2,5 % en 2002) ; les Gorans représentent 1,3 % de la population (contre 0,5 en 2002). La catégorie de recensement des Yougoslaves, qui se réfère à la république fédérative socialiste de Yougoslavie sans marque de nationalité, est en régression (0,5 % en 2011 contre 1,4 % en 2002),.

## Religion (2011)
Sur le plan religieux, la municipalité de Palilula est peuplée à plus de 86 % par des Serbes orthodoxes. Elle relève de l'archevêché de Belgrade-Karlovci (en serbe cyrillique : Архиепископија београдско-карловачка), qui a son siège à Belgrade.

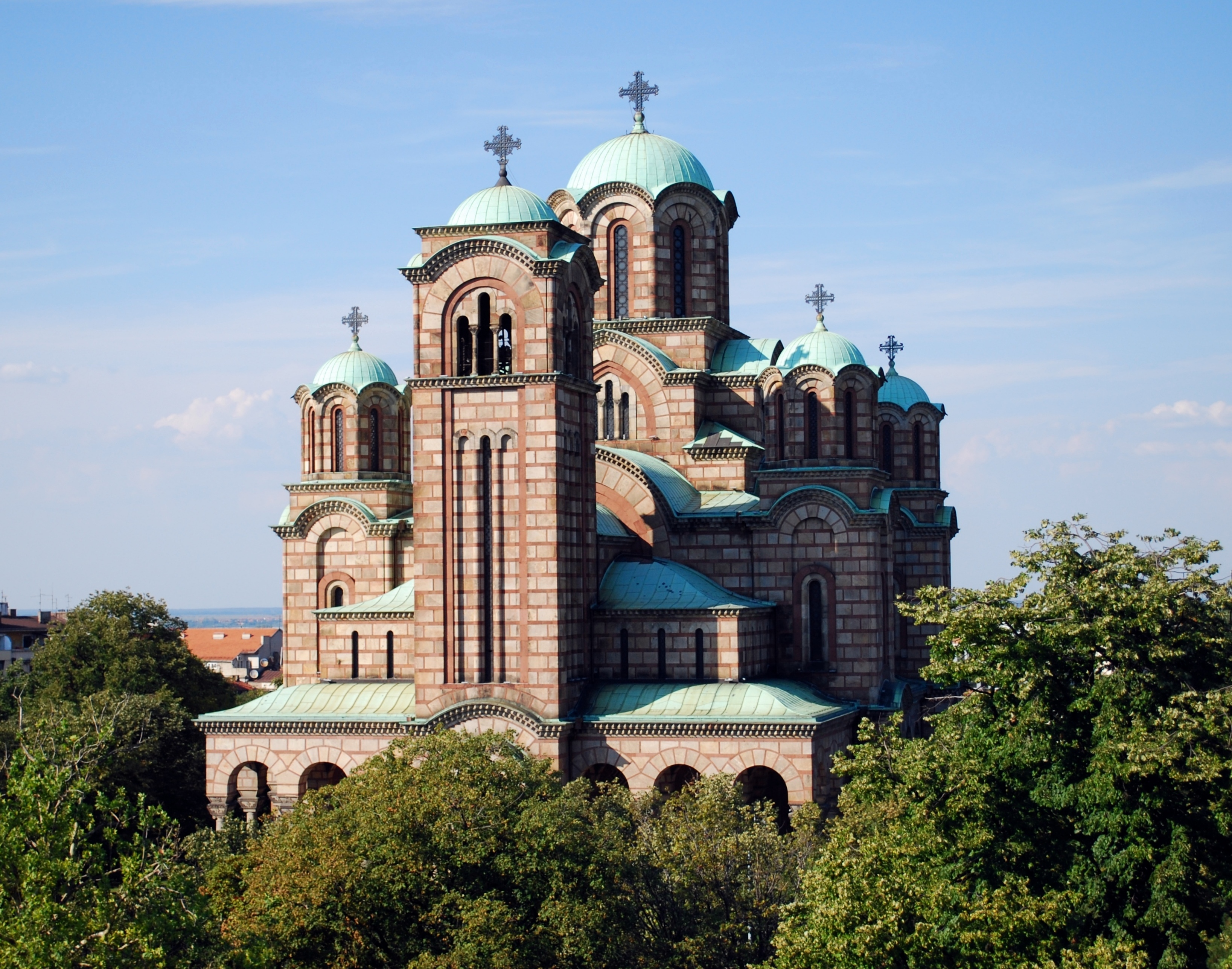
L'église Saint-Marc de Belgrade, dans le parc de Tašmajdan

## Politique

### Élections locales de 2008
À la suite des élections locales serbes de 2008, les 55 sièges de l'assemblée municipale de Palilula se répartissaient de la manière suivante :
| Parti                                                                         | Sièges |
| ----------------------------------------------------------------------------- | ------ |
| Palilula Pour une Serbie européenne                                           | 24     |
| Parti radical serbe                                                           | 19     |
| Parti démocratique de Serbie                                                  | 6      |
| Parti libéral-démocrate                                                       | 3      |
| Parti socialiste de Serbie - Parti des retraités unis de Serbie - Serbie unie | 3      |

Danilo Bašić, membre du Parti démocratique du président Boris Tadić et ingénieur en mécanique, a été réélu président (maire) de la municipalité de Palilula.

### Élections locales de 2012
À la suite des élections locales serbes de 2012, les 55 sièges de l'assemblée municipale de Palilula se répartissaient de la manière suivante :
| Parti                                                                         | Sièges |
| ----------------------------------------------------------------------------- | ------ |
| Un choix pour un Palilula meilleur (DS et alliés)                             | 24     |
| Donnons de l'élan à la Serbie (SNS et ses alliés)                             | 16     |
| Parti socialiste de Serbie - Parti des retraités unis de Serbie - Serbie unie | 6      |
| Parti démocratique de Serbie                                                  | 5      |
| Preokret (LDP et ses alliés)                                                  | 4      |

Stojan Nikolić, membre du Parti démocratique de l'ancien président Boris Tadić, a été élu président de la municipalité.

## Architecture

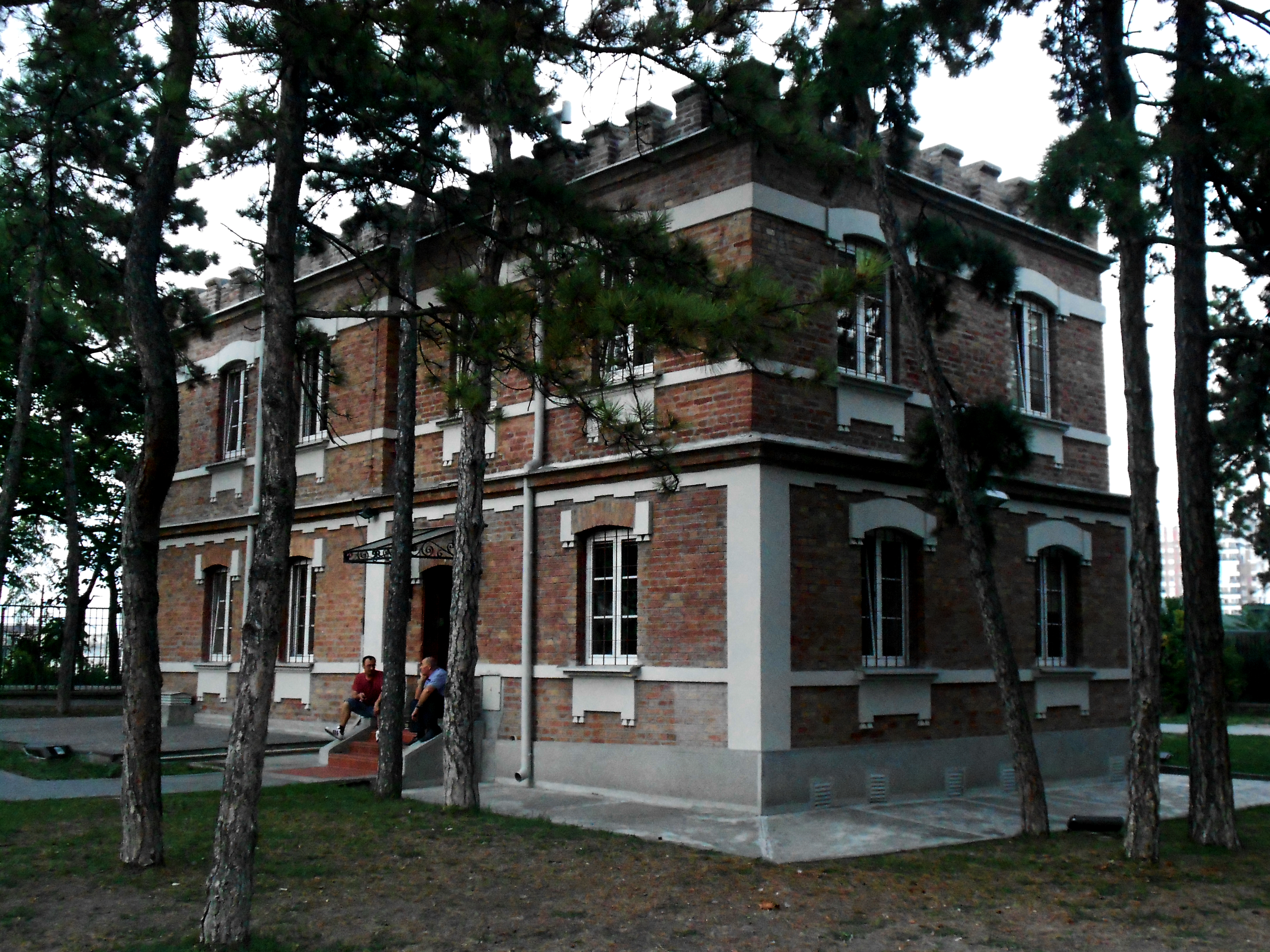
Le bâtiment de l'Institut de sismologie

La municipalité de Palilula abrite plusieurs monuments culturels classés. Parmi les plus anciens figurent l'église Saint-Nicolas de Višnjica, construite en 1842, qui rappelle par son style les églises traditionnelles de la Serbie médiévale, et une vieille mehana (auberge), située dans la localité de Veliko Selo, remontant aux premières décennies du XIXe siècle, caractéristique d'un mélange entre les maisons traditionnelles de la Morava et celles de la Voïvodine.

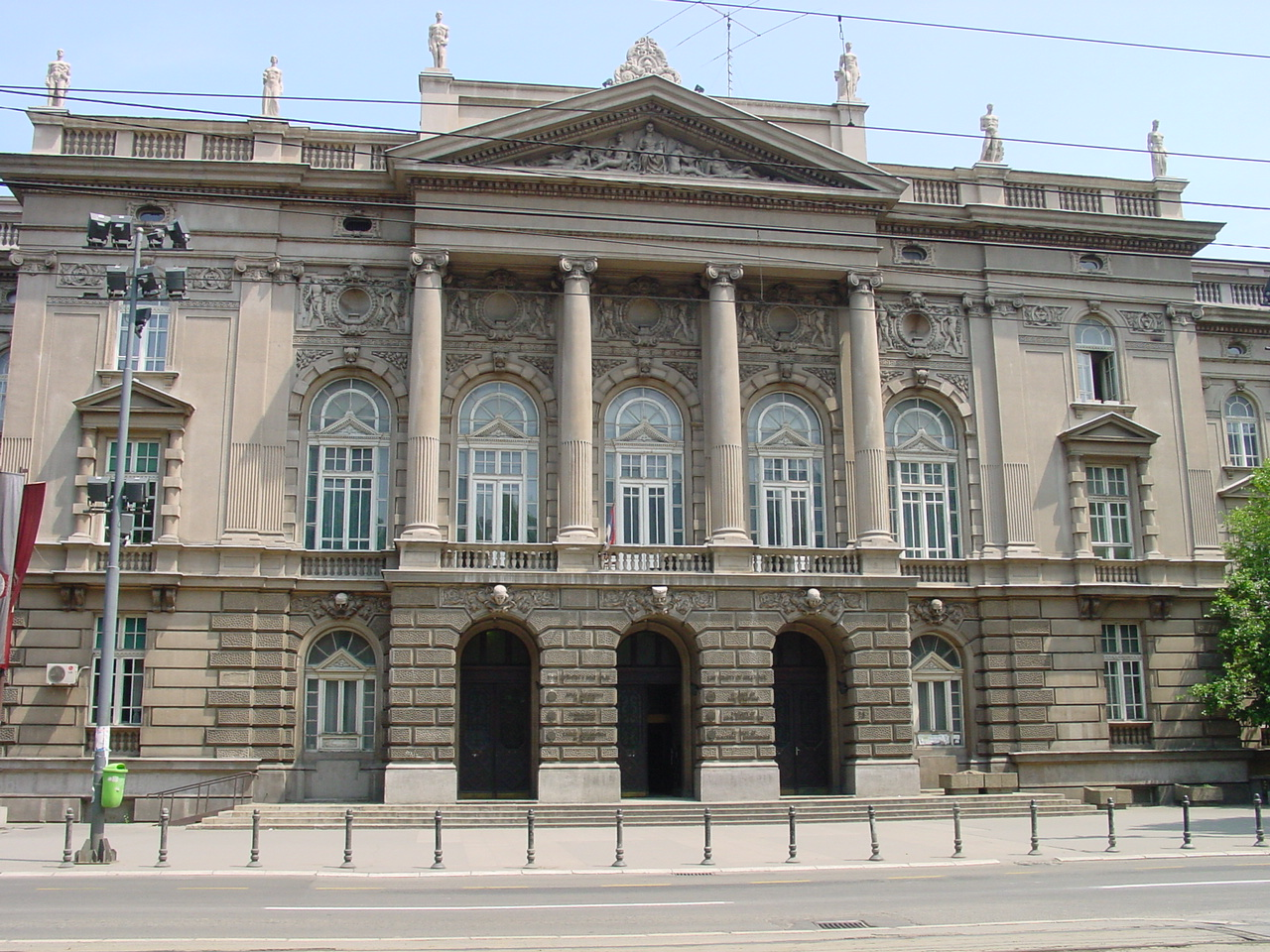
Le bâtiment de la Faculté technique de Belgrade

Le bâtiment de l'Institut de sismologie, dans le parc de Tašmajdan, a été construit à partir de 1908 sur des plans de l'architecte Momir Korunović, dont il constitue la première réalisation ; il est de style néoromantique. Plusieurs bâtiments classés représentent le courant académique de l'entre-deux-guerres, comme la bibliothèque universitaire Svetozar Marković (71 Bulevar kralja Aleksandra), achevée en 1926 sur des plans de Dragutin Đorđević et Nikola Nestorović, le bâtiment de la Faculté technique de Belgrade (73 Bulevar kralja Aleksandra), édifié entre 1925 et 1931, œuvre de Nikola Nestorović et Branko Tanazević, et le bâtiment des Archives de Serbie (2 rue Karnegijeva), achevé en 1928 sur des plans de l'architecte d'origine russe Nikola Krasnov.

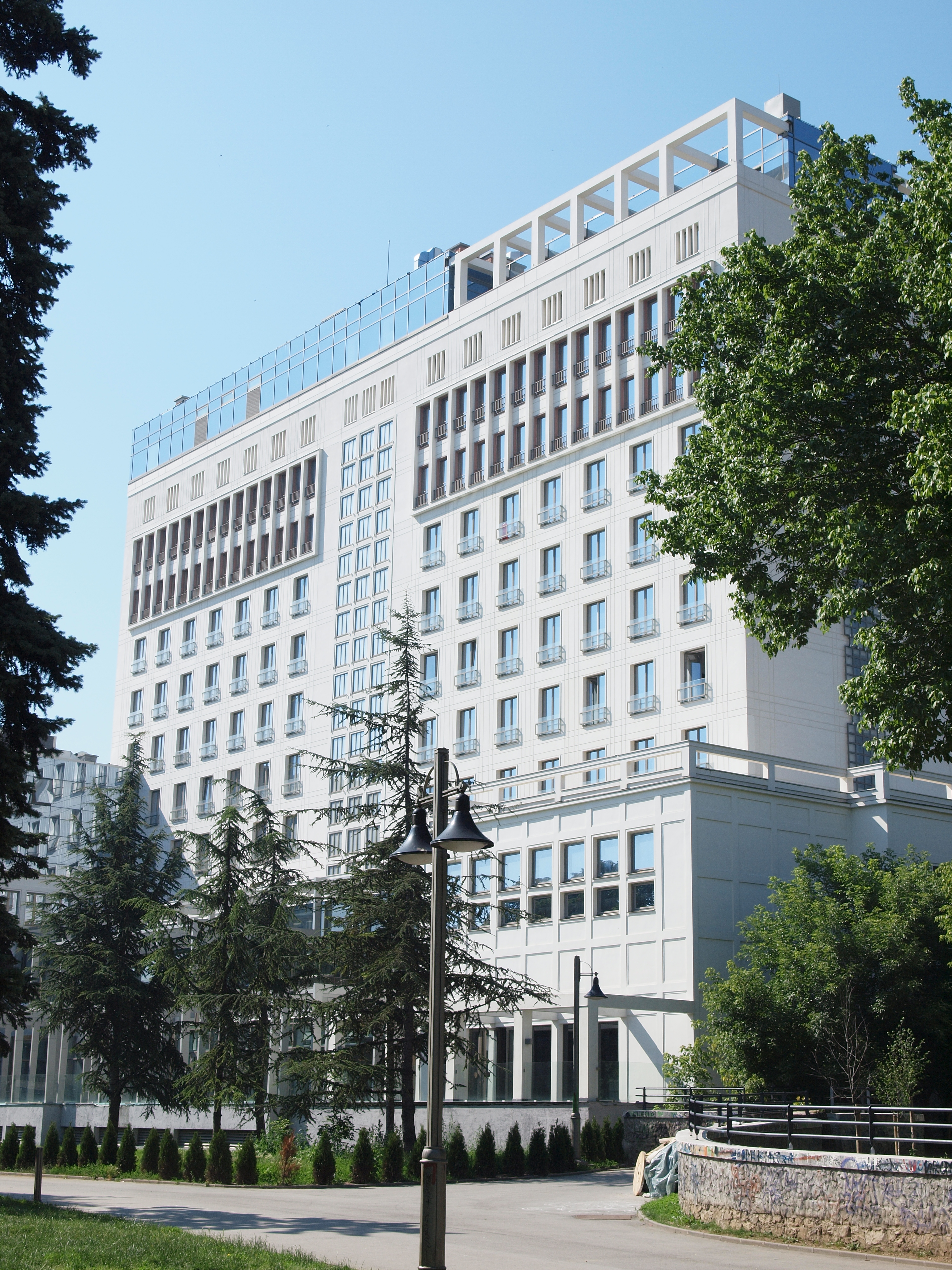
L'hôtel Metropol de Belgrade

Deux bâtiments classés témoignent du développement du mouvement moderne à la même époque. Le bâtiment résidentiel et commercial de Petar Janković (17 rue Albanske spomenice) a été construit entre 1933 et 1936 d'après des dessins de Jan Dubovi, un architecte d'origine tchèque ; le bâtiment de Faculté de droit (67 Bulevar kralja Aleksandra), construit entre 1936 et 1940, est l'œuvre de Petar Bajalović. Dans un style très différent mais toujours caractéristique de l'entre-deux-guerres dans la capitale serbe, la municipalité abrite deux églises de style serbo-byzantin, variante du style néo-byzantin. La plus célèbre d'entre elles est l'église Saint-Marc, dans le parc de Tašmajdan, construite entre 1931 et 1940 par les architectes Petar et Branko Krstić ; avec ses dômes, elle est directement inspirée de celle du monastère de Gračanica (XIVe siècle) ; elle abrite un sarcophage contenant les reliques de l'empereur serbe Stefan Dušan. L'église Saint-Constantin-et-Sainte-Hélène d'Ovča a été édifiée entre 1921 et 1931.
Deux maisons à usage résidentiel sont également classées, toutes deux situées rue Ljubomira Stojanovića, dans le quartier de « Profesorska kolonija », la « colonie des professeurs ». La maison de Milutin Milanković, au n° 9, a été construite en 1927 et doit son importance à son propriétaire, Milutin Milanković (1879-1958), un astronome, géophysicien et climatologue serbe de réputation internationale, ainsi qu'aux architectes qui l'ont construite, Svetozar Jovanović, Petar Krstić et Mihailo Radovanović. L'autre maison se trouve au n° 25 ; construite entre 1928 et 1935, elle abrite le musée commémoratif de Nadežda et Rastko Petrović, qui dépend du Musée national de Belgrade.
L'Hôtel Metropol, dans le parc de Tašmajdan, a été construit entre 1954 et 1958 selon des plans de l'architecte Dragiša Brašovan ; l'édifice est caractéristique du mouvement moderne dans sa variante fonctionnaliste

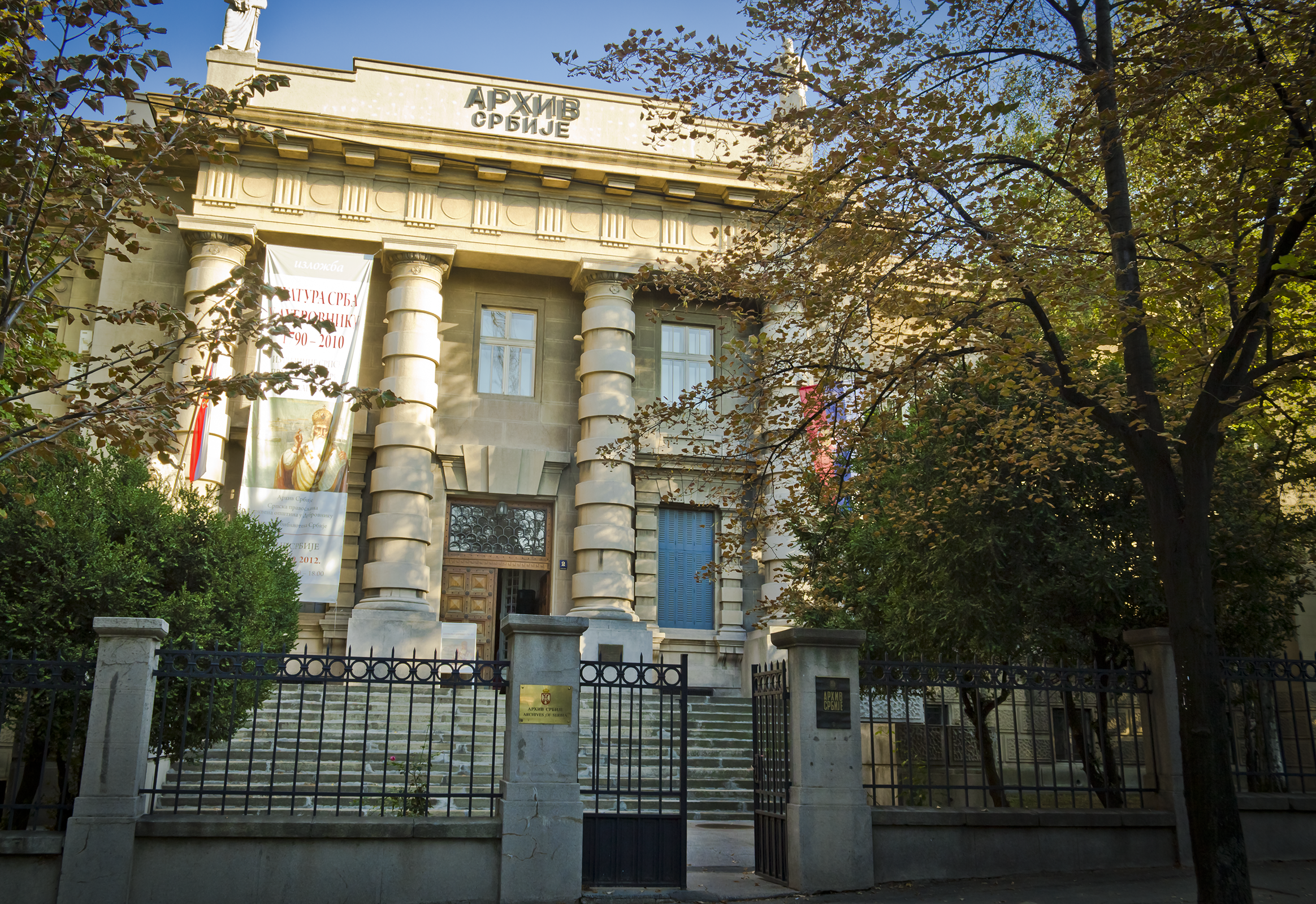
Le bâtiment des Archives de Serbie, 1928
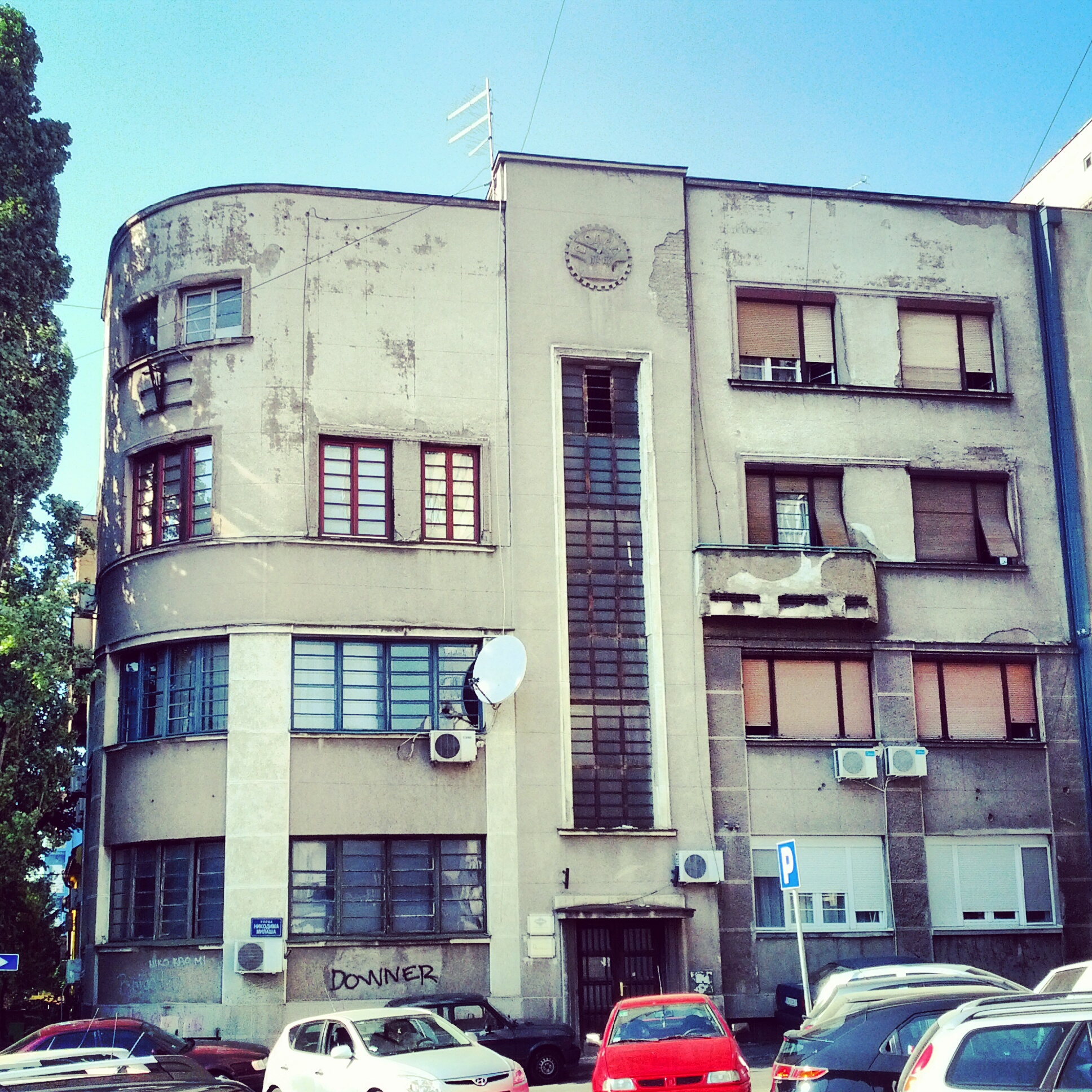
Le bâtiment résidentiel et commercial de Petar Janković, 1933-1936
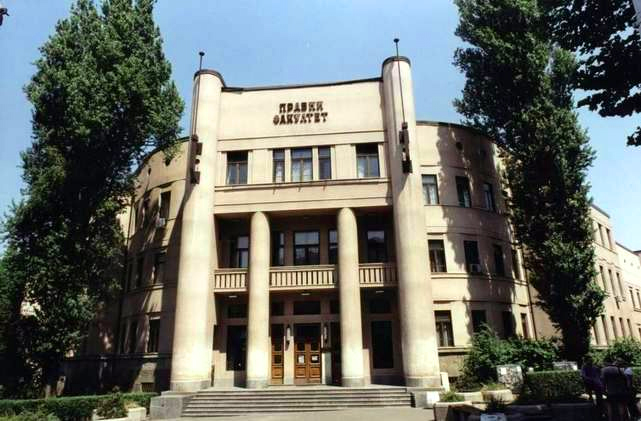
Le bâtiment de la Faculté de droit, 1936-1940
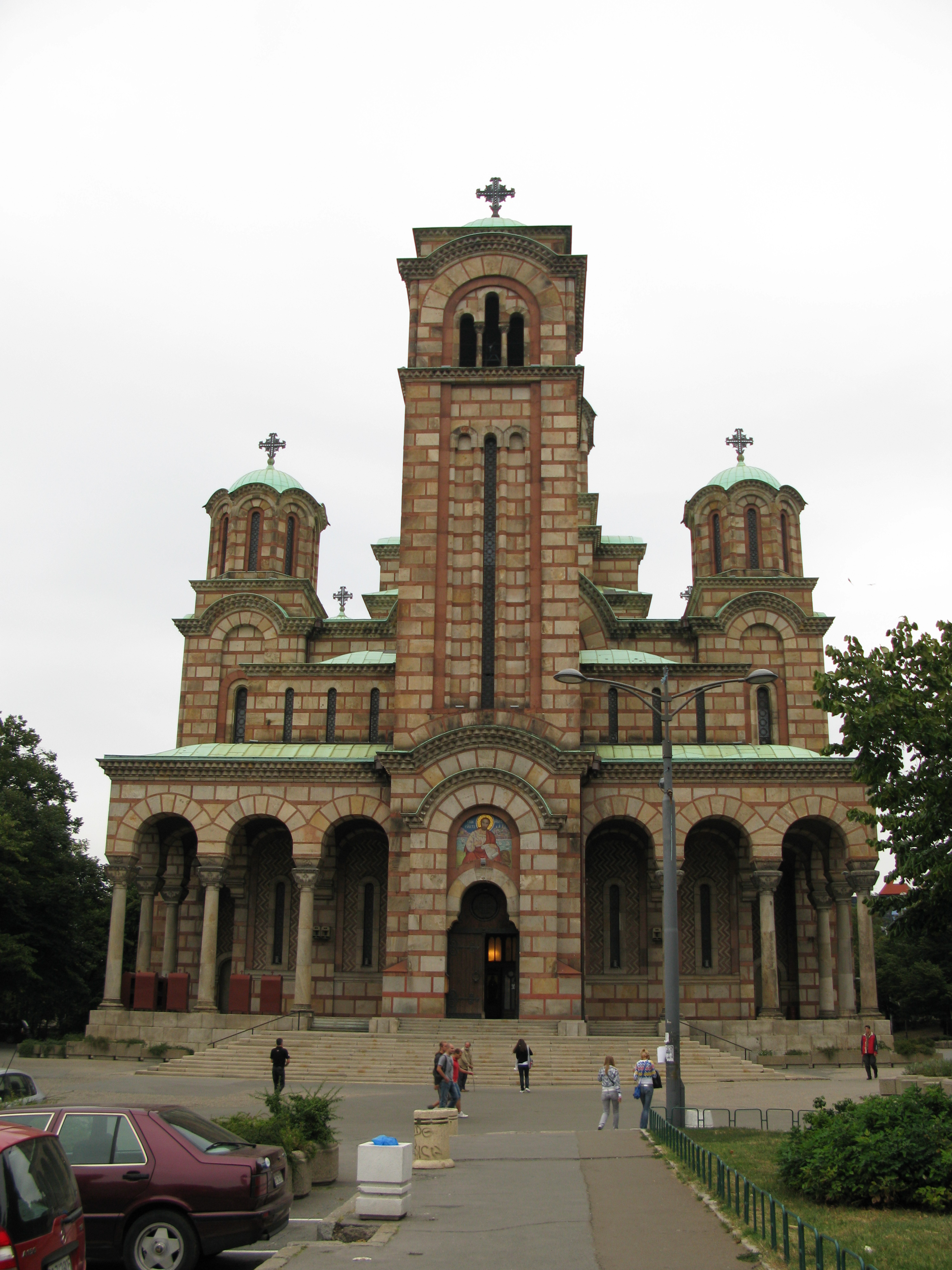
La façade principale de l'Église Saint-Marc de Belgrade, 1931-1940
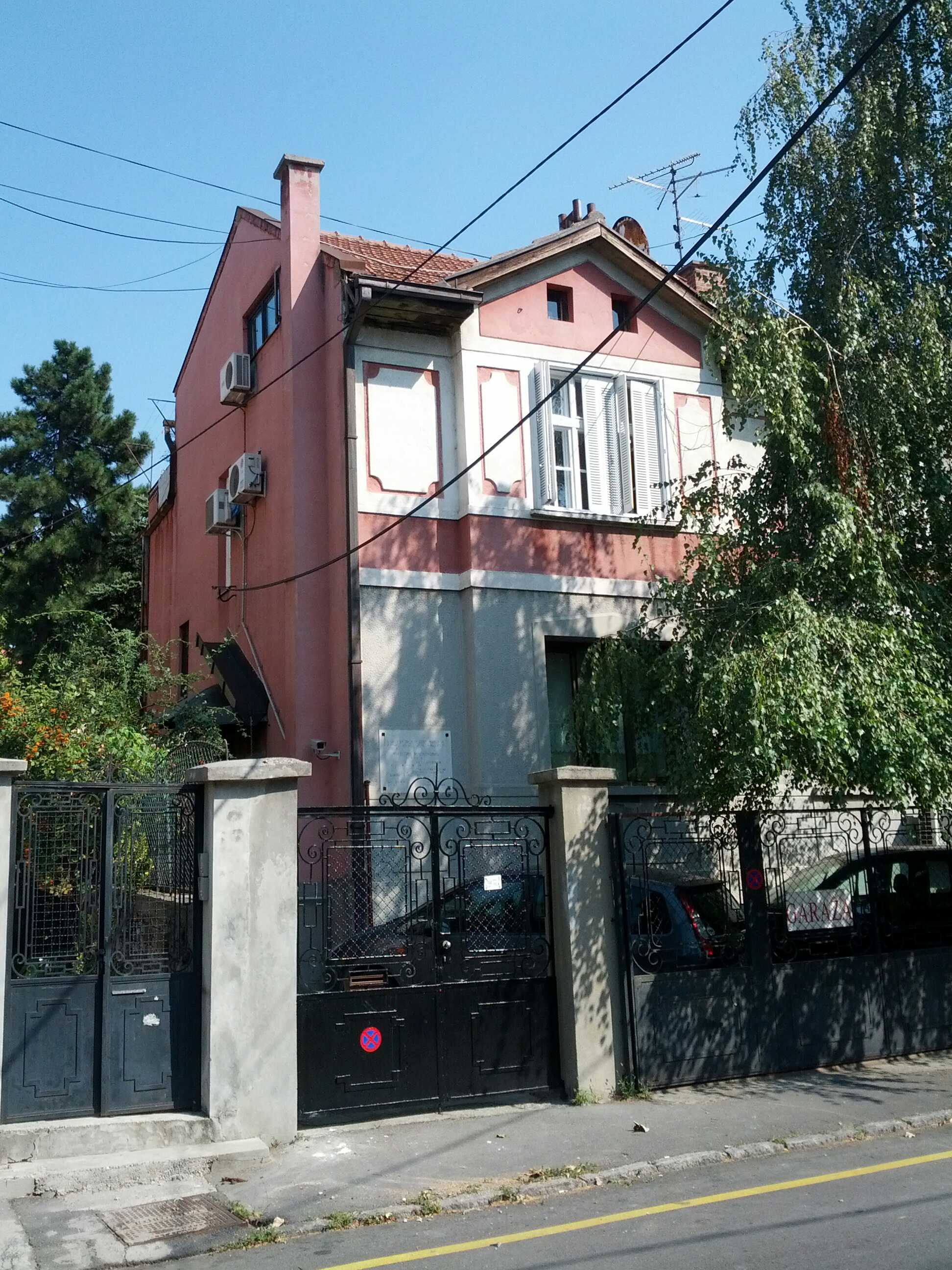
La maison de Milutin Milanković, 1927

## Culture

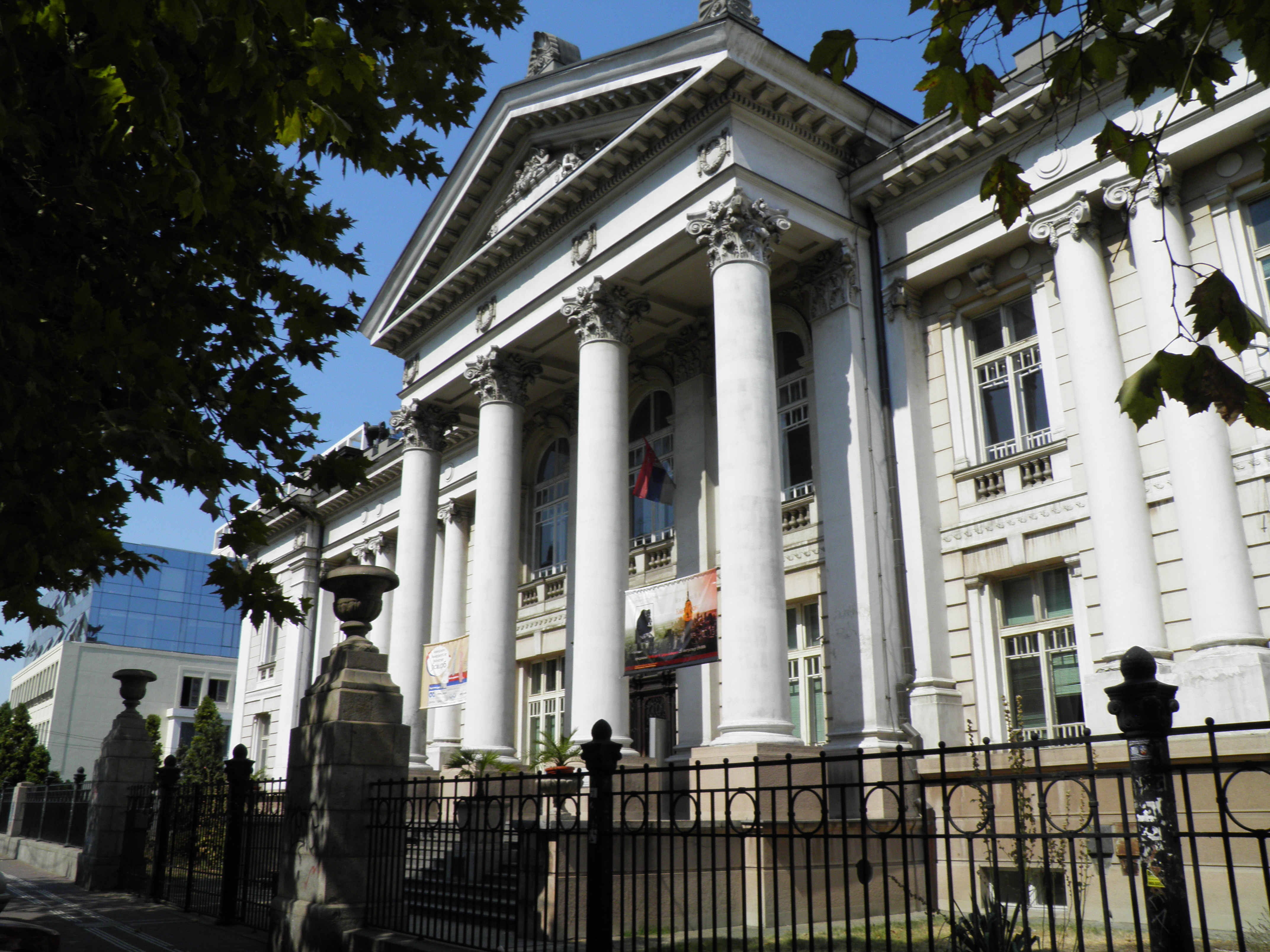
La bibliothèque universitaire Svetozar Marković

Parmi les institutions culturelles de la section urbaine de Palilula figure la bibliothèque Milutin Bojić, située 5 rue Ilije Garašanina ; elle a été créée en 1957 pour servir de bibliothèque publique centrale à la municipalité ; elle est indépendante de la Bibliothèque municipale de Belgrade ; elle dispose de 10 annexes, dont 3 en dehors de Belgrade intra muros, à Ovča, à Borča et à Padinska Skela. La Bibliothèque universitaire Svetozar Marković, située 71 Bulevar kralja Aleksandra, se trouve sur le territoire de Palilula ; créée en 1921, c'est une bibliothèque Carnegie qui sert de bibliothèque centrale à l'université de Belgrade ; avec près d'1,5 million de références, elle constitue la plus grande bibliothèque universitaire du pays ; le bâtiment qui l'abrite, construit sur des plans de Dragutin Đorđević et Nikola Nestorović et achevé en 1926, est caractéristique du style académique et est aujourd'hui inscrit sur la liste des biens culturels de la ville de Belgrade.
Deux grands centres culturels sont situés dans la municipalité : l'« Institution culturelle Palilula » (en serbe : Ustanova kulture Palilula), au 8 rue Mitropolita Petra, qui organise des expositions et des spectacles de toute sorte (théâtre, danse, etc.) et le Centre culturel de Belgrade pour les enfants (Dečji kulturni centar Beograd), autrefois appelé « Maison des pionniers de Belgrade », installé 8 rue Takovska, dont l'origine remonte à 1952 et qui propose des manifestations culturelles et éducatives pour les plus jeunes. Plusieurs associations animent également la vie culturelle du secteur.

## Éducation

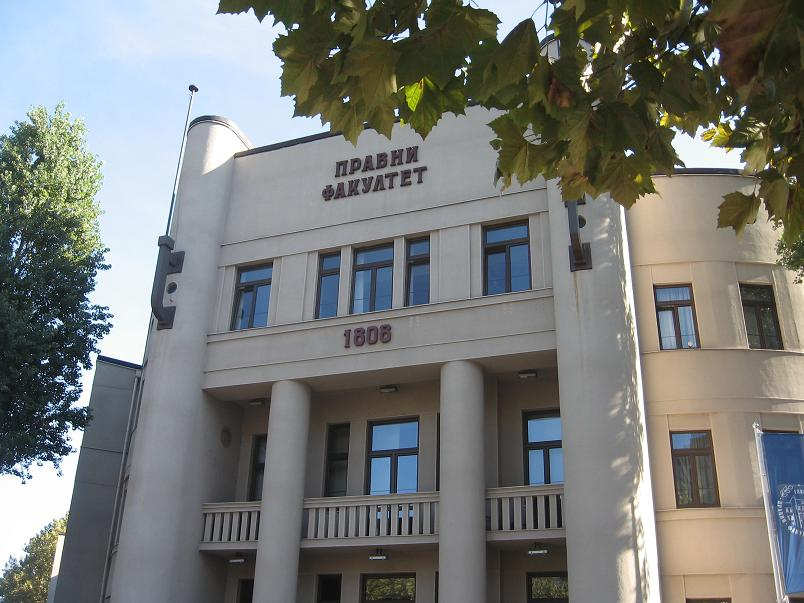
Le bâtiment de la Faculté de droit de l'université de Belgrade

La partie urbaine de la municipalité de Palilula dispose de 9 écoles élémentaires (en serbe : osnovne škole) : l'école Dr Arčibald Rajs, créée en 1962, l'école Filip Višnjić, l'école Jovan Cvijić, dont l'origine remonte à 1923, l'école Jovan Popović, qui a ouvert ses portes en 1954, l'école des Libérateurs de Belgrade, l'école Starina Novak, créée en 1922, l'école Stevan Dukić, créée en 1964 et l'école Vlada Aksentijević, créée en 1956 ; la neuvième est l'école élémentaire de formation des adultes Braća Stamenković. Dans la partie périurbaine de Palilula se trouvent l'école Ivan Milutinović de Višnjica, qui dispose d'annexes à Slanci, Veliko Selo et Višnjička Banja, l'école Olga Petrov de Padinska Skela, les écoles Stevan Sremac et Jovan Ristić de Borča, l'école Vasa Pelagić de Kotež (avec une antenne à Ovča), l'école Rade Drainac de Borča Greda et l'école Zaga Malivuk de Krnjača.

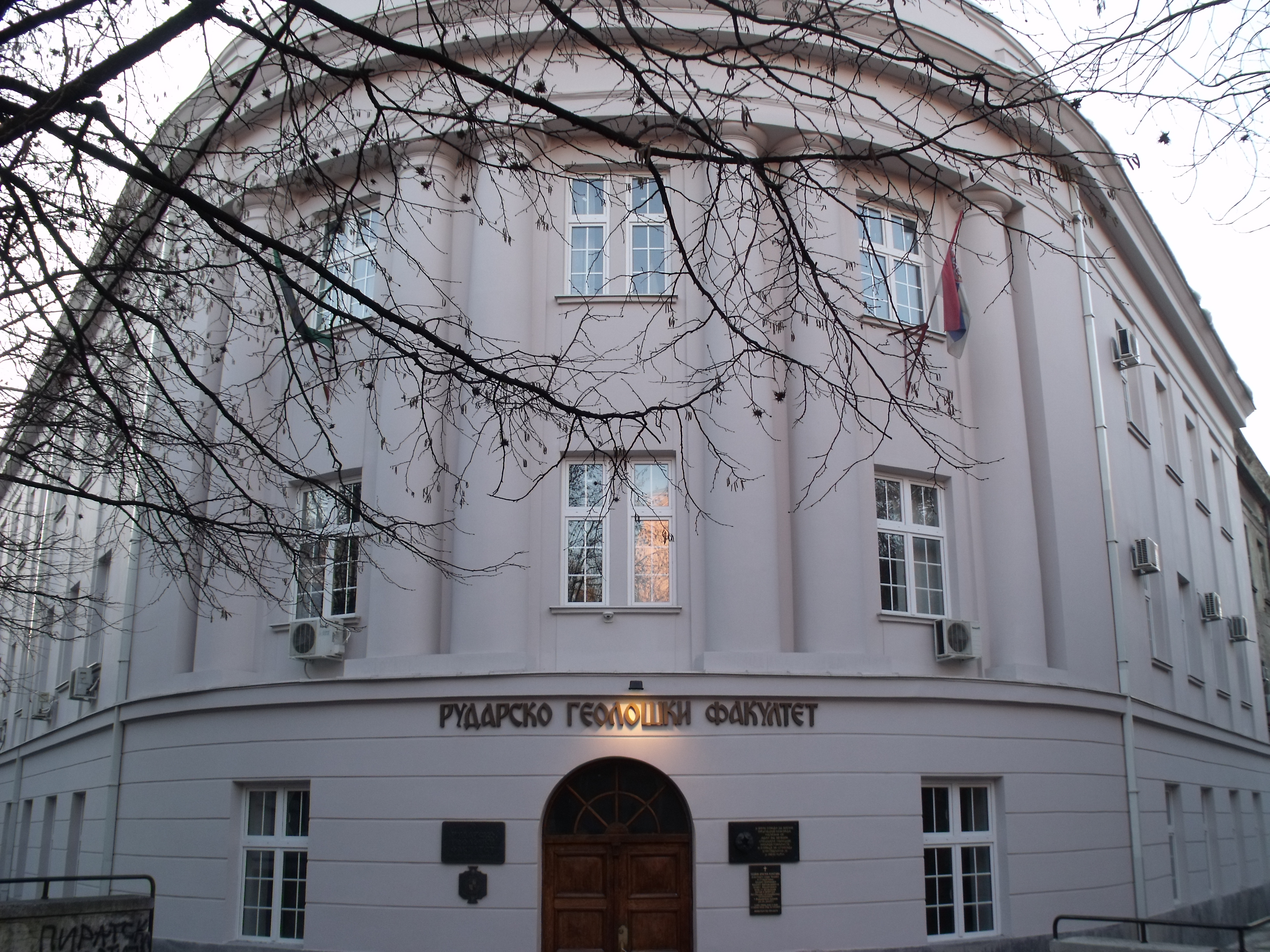
La Faculté des mines et de géologie de l'université de Belgrade

La municipalité compte plusieurs établissements d'études secondaires (srednje škole), dont le Cinquième lycée de Belgrade (Peta beogradska gimnazija), créé en 1905 comme le premier lycée de filles de la capitale serbe ; il est situé 24 rue Ilije Garašanina. On y trouve aussi l'école de génie électrique Rade Končar, créée en 1945, l'école d'agriculture PKB, créée en 1965, l'école technique des postes et des télécommunications, ouverte en 1961, l'école de théologie Saint Sava et l'école d'ingénierie ferroviaire. Palilula accueille aussi trois écoles supérieures professionnelles : l'école supérieure des chemins de fer, l'école supérieure des technologies de l'information et des communications et l'école supérieure du textile pour le design, les technologies et la gestion.
Palilula abrite 8 des 31 facultés qui constituent l'université de Belgrade. La Faculté d'architecture, la Faculté de génie civil et la Faculté de génie électrique sont toutes les trois installées dans le bâtiment de l'ancienne Faculté technique, au 73 Bulevar kralja Aleksandra (« boulevard du roi Alexandre »),, ; la Faculté de droit, dont l'origine remonte à 1808, se trouve au n° 67 du même boulevard. La Faculté de génie mécanique se trouve 80 rue Kraljice Marije, la Faculté des mines et de géologie au 7 rue Đušina, la Faculté de technologie et de métallurgie au 4 rue Karnegijeva et la Faculté de théologie orthodoxe au 11b rue Mije Kovačevića.

## Sport

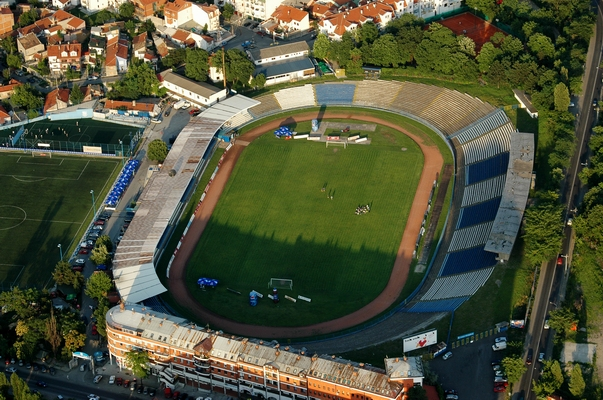
L'Omladinski stadion, le stade de l'OFK Belgrade

Parmi les institutions sportives de la municipalité, on peut citer l'Association sportive de la jeunesse de Belgrade (en serbe : Omladinsko Sportsko Društvo Beograd ; en abrégé : OSD), fondée en 1945 et qui regroupe des clubs de football, de basket-ball, de handball, de judo, d'échecs, de tennis, d'athlétisme et de cyclisme ; elle a son siège au 10 rue Mije Kovačevića ; son équipe la plus connue est l'équipe de football de l'OFK Belgrade (Omladinski fudbalski klub Beograd, le « Club de la jeunesse de Belgrade »), dont l'origine remonte à 1911 et qui participe au championnat de Serbie de football ; parmi les anciens joueurs de l'équipe figurent Ilija Petković, Mitar Mrkela, Nebojša Vučićević, Dragoslav Stepanović, Slobodan Santrač, Saša Ćurčić, Aleksandar Kolarov et Branislav Ivanović. Le stade de l'équipe, l'Omladinski stadion, est situé au siège de l'association, dans le quartier de Karaburma ; inauguré en 1957, il dispose d'une capacité de 19 100 places, dont 10 600 places assises. Le club de basket-ball de l'OKK Belgrade, qui fait partie de l'association, a été fondé en 1945. Dans la section périurbaine de la municipalité, le sport est représenté par des clubs de football comme le FK BSK Borča, le FK PKB Padinska Skela, le FK Brastvo Krnjača et par le FK Palilulac Krnjača.
Sur le plan des installations sportives, le parc de Tašmajdan abrite un Centre de sports et de loisirs (Sportsko-rekreacioni centar Tašmajdan), dont la piscine olympique a accueilli en 1973 le premier championnat du monde de natation ; le centre gère également la Hala Pionir qui en dépend mais n'est pas située dans la municipalité[réf. nécessaire].

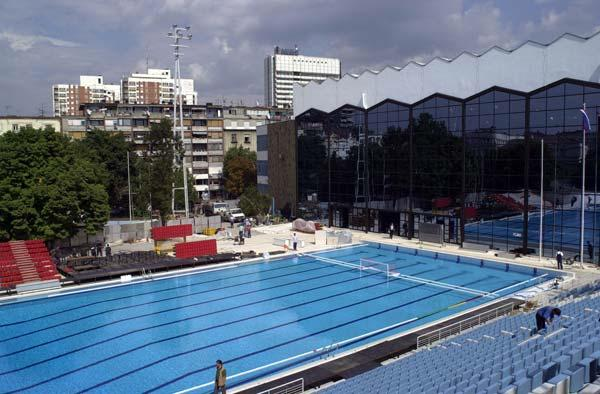
La piscine extérieure du Centre de sports et de loisirs de Tašmajdan.

## Santé
Palilula abrite le Centre de santé Milutin Ivković, fondé en 1953 et situé 16 rue Knez Danilova ; il dispose de plusieurs annexes dans la municipalité. L'hôpital pour enfants Olga Popović-Dedijer, qui dépend du Centre clinique et hospitalier de Zvezdara, se trouve 13 rue Mije Kovačevića.
Plusieurs pharmacies appartenant au réseau public Apoteka Beograd se trouvent dans la municipalité.

## Économie
L'agriculture intensive est développée dans la partie de la municipalité située dans le Banat, notamment dans région du Pančevački rit (au nord), ainsi que dans la région de Veliko Selo (au sud). On y produit du blé et du maïs, ainsi que des fruits et des légumes qui viennent alimenter les marchés de Belgrade (en serbe : Gradske pijace), dont celui de Palilula. L'élevage y est également pratiqué de manière intensive. La grande entreprise agricole PKB Korporacija Belgrade, dont l'origine remonte à 1945, a son siège social à Padinska Skela ; elle produit chaque année 125 000 t de betteraves sucrières, 120 000 t de maïs ensilage, 28 000 t de blé, 25 000 t de maïs grain et 20 000 t de luzerne ; elle gère également environ 30 000 têtes de bétail, dont 22 000 bovins, 6 000 porcs et 2 000 ovins ; elle produit chaque jour en moyenne 180 000 litres de lait, couvrant ainsi 53 % de la consommation de Belgrade. La société Imlek Beograd a également son siège social à Padinska Skela ; elle propose des produits laitiers : lait, fromages, yaourts, ainsi que des boissons lactées et fruitées. Parmi les marques sous lesquelles ces produits sont vendus, on peut citer Moja Kravica, Šumadinka, Jogood, Bello, et Flert ; l'entreprise entre dans la composition du BELEX15 et du BELEXline, les deux indices principaux de la Bourse de Belgrade,.
Les activités industrielles de la municipalité de Palilula sont principalement situées le long de la rive droite du Danube. Le quartier de Viline Vode est particulièrement industrialisé ; plusieurs sociétés d'extraction de sable et de gravier sont installées ; on y trouve des sociétés comme Centroprom Beograd, qui propose des fruits et des légumes congelés, Tehnohemija, créée en 1951, qui travaille dans le domaine de l'industrie chimique ou Duga, qui vend des peintures et des vernis ; une partie du port de Belgrade se trouve à Viline Vode, ainsi que la gare de Belgrade-Danube. Le quartier d'Ada Huja accueille des entrepôts et des sociétés travaillant dans le bâtiment et la construction, avec une série d'usines de béton et d'installations pour le stockage et le traitement du gravier et d'autres agrégats ; parmi ces entreprises, on peut citer Tembo et DV Trade ; on y trouve aussi l'usine d'emballages Avala Ada, créée en 1946 ou encore l'usine de meubles de la société Novi Dom. En dehors de Belgrade intra muros, la zone industrielle de Krnjača est réputée pour ses nombreuses briqueteries (Polet, Trudbenik, Jedinstvo, Kozara, Balkan, Rekord).
Un grand centre commercial Tempo, une chaîne qui fait partie du Delhaize Group, se trouve dans le quartier de Viline Vode, à proximité du Danube et du port de Belgrade.

## Tourisme

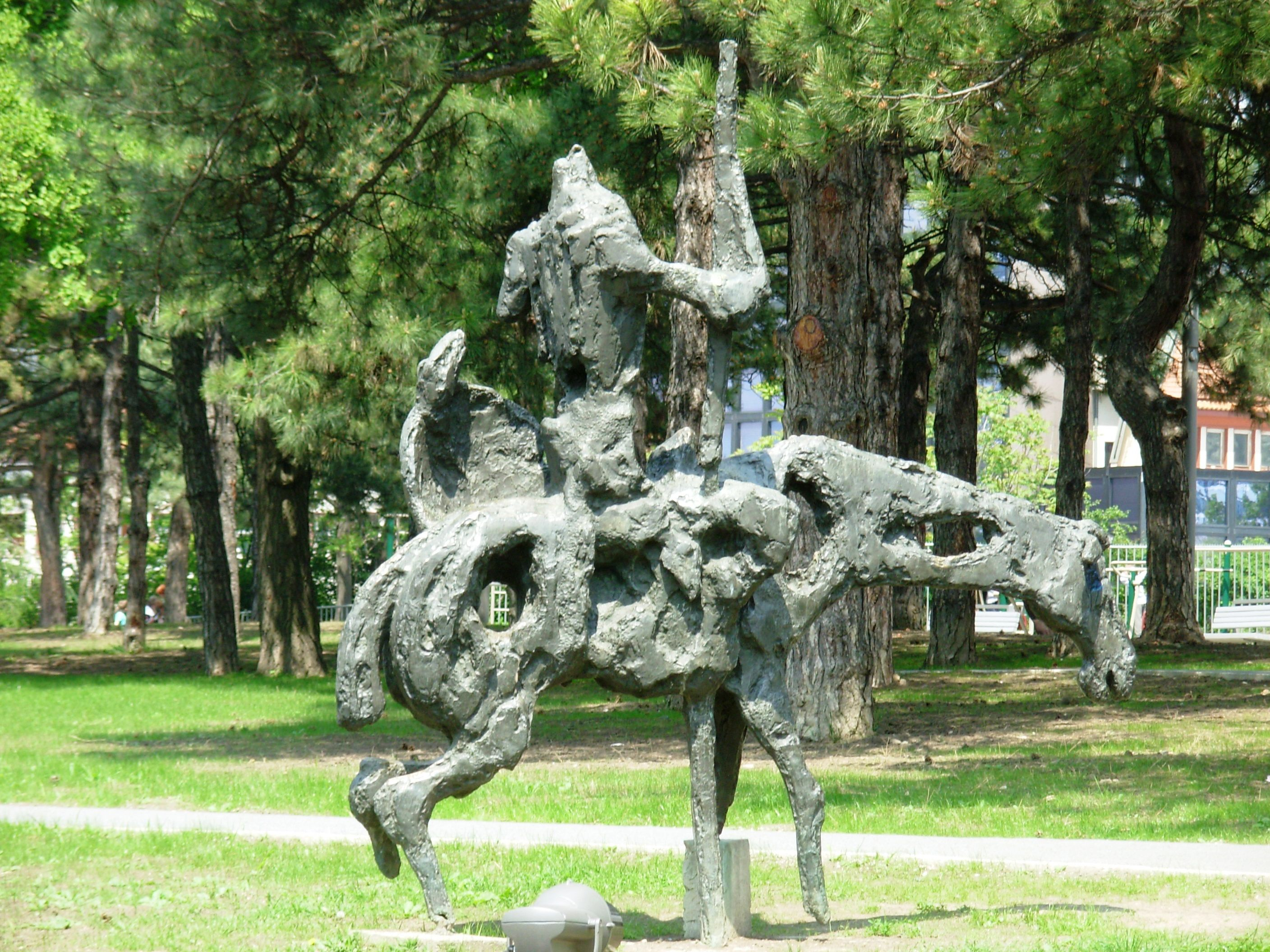
Don Quichotte par Jovan Soldatović

L'un des lieux les plus attractifs de la municipalité de Palilula est le parc de Tašmajdan, qui a été dessiné en 1954 par les architectes Aleksandar Đorđević et Radomir Stupar et réalisé par l'ingénieur Vladeta Đorđević. En plus de ses monuments culturels, on y trouve un important ensemble de sculptures parmi lesquelles on peut citer Penjalica de Mira Sandić, Tobogan de Sava Sandić, Grozdasta forma de Milija Glišić, Zlatna šuma (La Forêt d'or) de Mira Jurišić, Ležeći akt (Acte allongé) d'Angelina Gatalica. Depuis 1989, on y trouve aussi les sculptures Vepar (Le Sanglier) de Nikola Vukosavljević , Pobeda (La Victoire) de Jovan Nježić, Asocijativna figura (Figure associative) et Žena koja sedi (Femme assise) d'Ivan Sabolić, Kućište (Habitation) de Ratko Vulanović et Don Kihot (Don Quichotte) de Jovan Soldatović ; en 2007, un monument à Desanka Maksimović, œuvre de la sculptrice Svetlana Karović-Deranić y a été inauguré. Le Centre de sports et de loisirs de Tašmajdan (en serbe : (Sportsko-rekreacioni centar Tašmajdan) y est également installé, ainsi que de nombreux jeux pour les enfants. Sur le plan géologique, le parc abrite un monument naturel protégé, un banc de sable remontant au Miocène (Miocenski sprud Tašmajdan). On y trouve aussi des grottes qui, occupées depuis la Préhistoire, ont encore servi d'abri pendant la Seconde Guerre mondiale et sont désormais ouvertes au public. Une zone de loisir, située dans la péninsule industrielle de Ada Huja, est en développement.

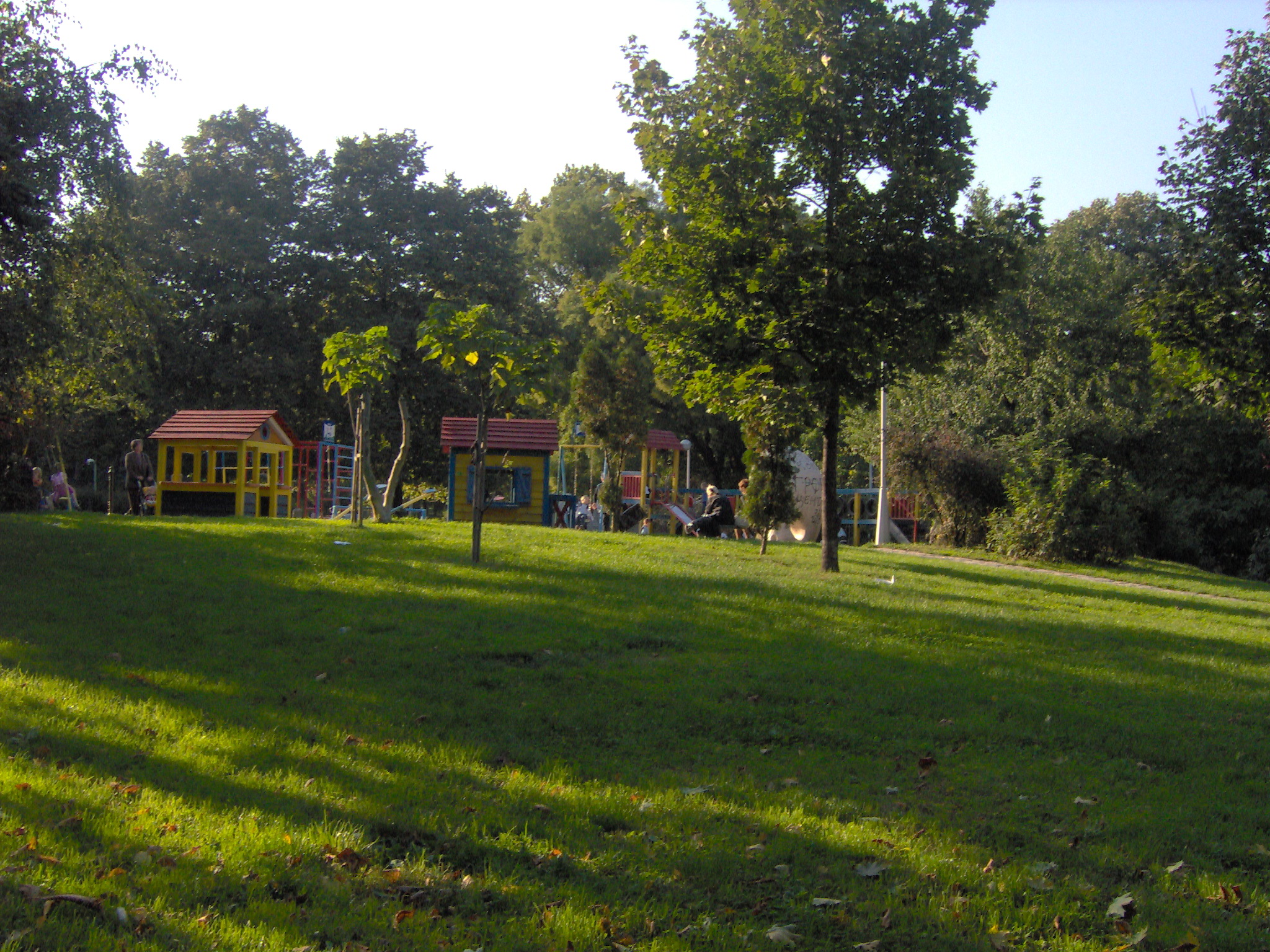
Jeux pour les enfants dans le parc de Tašmajdan

Dans la municipalité, le fleuve du Danube est bordé par 60 km de rives, entre le canal du Karaš jusqu'à Veliko Selo ; dans sa partie centrale, il longe des zones forestières qui abondent en plantes des marais et sont riches en oiseaux. Parmi les espèces de poissons, on y trouve des brèmes, des carpes communes, des carpes prussiennes, des brochets, ainsi que des perches.
Le fleuve ainsi que les rivières et canaux de la région du Pančevački rit, notamment la Crvenka, le Sebeš et le Dunavac, offrent des possibilités pour les sports nautiques (canoë-kayak à Borča et à Višnjica) et pour la pêche sportive. La chasse est autorisée dans une partie du secteur. En amont du confluent entre la Save et le Danube, sur la rive droite de la rivière Tamiš, se trouve la zone de chasse du Pančevački rit, où l'on peut notamment croiser des chevreuils, des sangliers, des faisans, des perdrix, des renards et des blaireaux ; la zone de chasse de Rit, à 15 kilomètres de Belgrade, permet de chasser lapins, faisans, cailles, canards, cerfs et sangliers.

## Transports

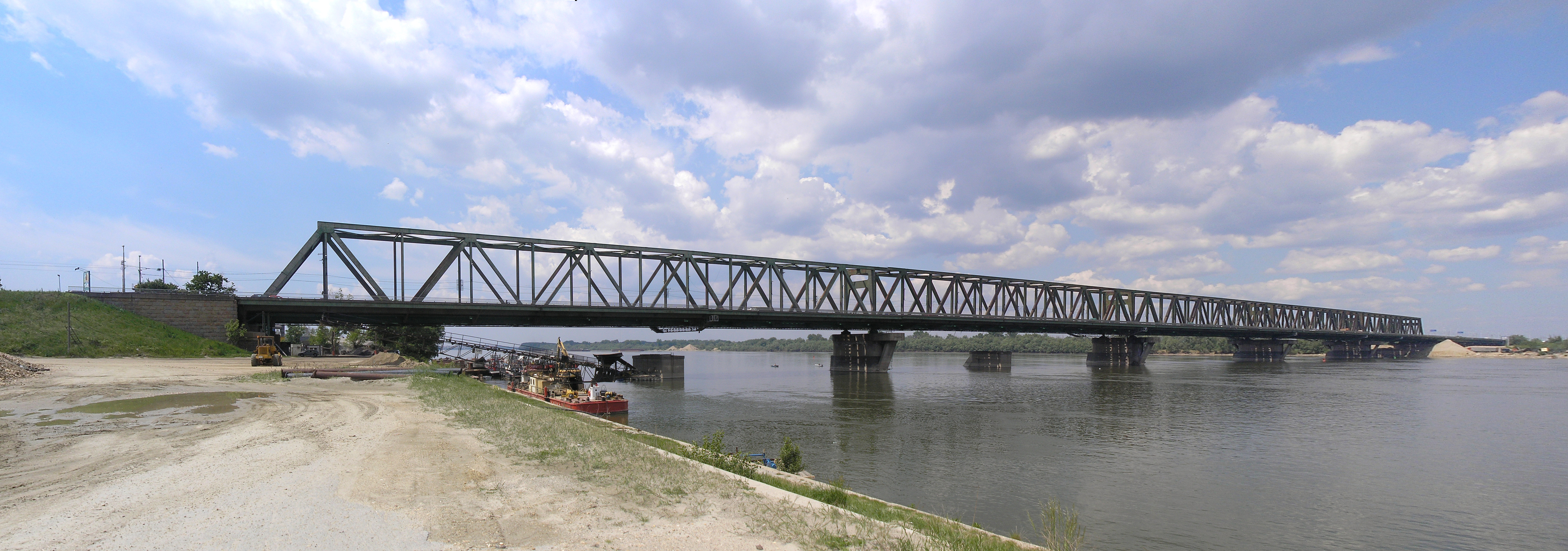
Le pont de Pančevo

Palilula est traversée par quelques-unes des routes les plus importantes de la région nord de Belgrade : le Zrenjaninski put, qui est également connu sous le nom de route nationale 24.1 (M24.1) et relie la capitale à Čenta et Ečka et, au-delà, à Zrenjanin (par la M24), le Pančevački put, la « route de Pančevo », qui fait partie de la route M1.9 et de la route européenne E70, la rue Višnjička, qui prolonge la M1.9 et conduit jusqu'à la localité de Veliko Selo et le Slanački put qui mène jusqu'à Slanci. Le seul pont de Belgrade traversant le Danube, le pont de Pančevo (en serbe : Pančevački most), à la fois routier et ferroviaire, se trouve à Palilula. Un autre pont sur le Danube est en construction, le pont de l’amitié sino-serbe, reliant la ville de Borča à la municipalité de Zemun, financé notamment par des prêts chinois ; en septembre 2012, lors d'une visite sur le site, le maire de Belgrade, Dragan Đilas a annoncé l'ouverture du pont pour la fin de 2014. Le président du gouvernement Ivica Dačić et le ministre des transports Milutin Mrkonjić ont confirmé que le pont serait inauguré le 20 octobre 2014, à l'occasion du 70e anniversaire de la libération de Belgrade, et ouvert à la circulation le 27 octobre.

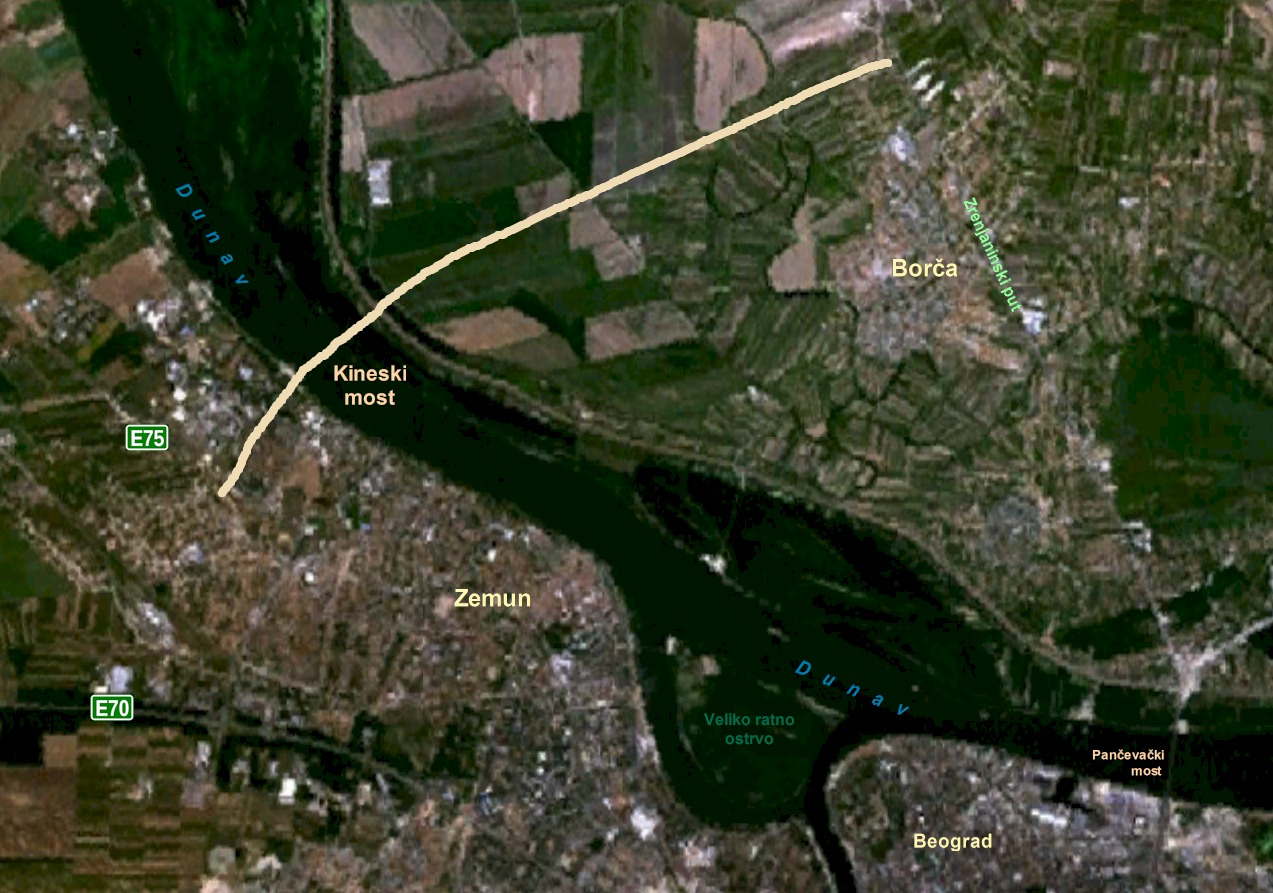
Le tracé du pont de l’amitié sino-serbe sur une carte satellite

La municipalité, notamment dans sa partie urbaine, est parcourue par de nombreuses lignes de la société GSP Beograd. Par exemple, dans sa partie belgradoise, le Zrenjaninski put est desservi par les lignes de bus 43 (Trg Republike – Kotež), 95 (Novi Beograd Blok 45 – Borča III), 96 (Trg Republike – Borča III), 101 (Omladinski stadion – Padinska Skela), 104 (Omladinski stadion – Crvenka), 105 (Omladinski stadion – Gare d'Ovča), 106 (Omladinski stadion – PKB Kovilovo – Jabučki Rit) et 107 (Padinska Skela – Omladinski stadion – Dunavac) et le Slanački put par les lignes 35 (Trg Republike – Cimetière de Lešće), 35L (Omladinski stadion – Cimetière de Lešće) et 202 (Omladinski stadion – Veliko Selo) ; la rue Kraljice Marije par les lignes de bus 32 (Vukov spomenik – Višnjica) et 65 (Zvezdara II – Novo Bežanijsko groblje) et par les lignes de tramway 2 (Port de Belgrade – Vukov spomenik – Port de Belgrade) et 5 (Kalemegdan – Donji grad - Ustanička).
Sur le territoire de la municipalité se trouvent également la gare de Belgrade-Danube et une partie du port de Belgrade.

## Coopération internationale
Palilula est jumelée avec les villes et les municipalités suivantes :
- Féakes (Grèce)